# Auréole 3
Auréole 3 ou Oreol 3   est un satellite scientifique franco-soviétique placé en orbite en 1981 pour étudier la magnétosphère terrestre.  

## Contexte
À la suite du succès des missions franco-soviétiques Auréole 1 et 2 lancées respectivement en 1971 et 1973, une mission beaucoup plus ambitieuse est décidée en 1974 avec les mêmes acteurs et sur le même thème, à savoir l'étude des interactions entre l'ionosphère et la magnétosphère. Auréole 3 est un satellite trois fois plus lourd que ces prédécesseurs, et qui permet d'emporter de nombreux instruments. La participation française, beaucoup plus importante, est encadrée par le CNES et comprend des instruments réalisés par trois laboratoires : le CESR à Toulouse (devenu l'IRAP en 2011) acteur majeur des missions précédentes, le GRI à Orléans et le LGE à Saint-Maur. La participation soviétique se distribue entre l'usine de Dnipropetrovsk qui fournit le satellite et le laboratoire de recherche spatiale soviétique IKI assisté de l'Izmiran qui est chargé de la participation scientifique soviétique et des relations avec les équipes françaises.

## Objectifs
Les objectifs fixés initialement à la mission portent sur les thèmes suivants :
- Dissipation de l'énergie du vent solaire dans l'ionosphère au cours des sous-orages magnétosphériques et modifications du plasma ionosphérique induites notamment par la convection, les courants électriques dans la haute atmosphère polaire et les précipitations de particules ;
- Structures à petite et moyenne échelle des courants alignés et leur impact sur le couplage entre la magnétosphère, l'ionosphère et l'électrodynamique globale de l'environnement terrestre
- Rôle de l'ionosphère sur la source et l'accélération des particules aurorales
- Interactions ondes-particules.

## Caractéristiques techniques
Le satellite  Aureole 3  utilise la plateforme de la série de satellites soviétiques AUOS-T développée par le bureau d'études Ioujnoïe pour des missions d'observation de l'ionosphère. Ce type de satellite conçu pour circuler sur une orbite de périgée 400 km et d'apogée supérieure à 1500 km permet l'étude à la fois de l'ionosphère dense et des régions situées à proximité de l'interface entre l'ionosphère et la magnétosphère. Le corps central du satellite est un cylindre pressurisé de 2,7 mètres de haut et de 1,6 mètre de diamètre dans lequel est enfermé l'électronique des instruments dont la température est régulée. La masse de la plateforme est de 800 kg. Le satellite est stabilisé 3 axes. La masse totale est de 1200 kg. Le satellite dispose de huit panneaux solaires déployés en orbite et s'écartant de 30° par rapport au corps de l'engin spatial,.

### Instruments scientifiques
La plateforme du satellite baptisée Arcad-3 est constituée par 12 expériences scientifiques dont sept développées par des laboratoires français, quatre par des laboratoires soviétiques et une développée conjointement par les deux pays. Les mesures effectuées portent sur la densité électronique, la température électronique  et la vitesse du plasma, les particules chargées d'une énergie comprise entre 0,1 eV et 255 kV, les électrons ayant une énergie supérieure à 40 keV, les protons de plus de 500 keV, les champs électrique et magnétique continus (0 à 10 Hz), les ondes EBF et TBF dans le spectre des 001 à 16 kHz, les champs électriques aux fréquences de 0,1 à 16 MHz ainsi que la photométrie.
- Kukushka est un spectromètre à particules de faible énergie
- Pietstchanka  est un spectromètre à particules
- TBE  est un spectromètre à particules
- ROBE est un spectromètre à particules de faible énergie
- Spectromètre à ions énergétiques
- Spectromètre de masse (ions)
- Isoprobe  est un sondeur radio
- ISO-F  mesure du champ électrique
- ISO-M  mesure du champ magnétique
- TRAC  st un magnétomètre fluxgate
- ALTAIR  st un photomètre (aurore)
- FON  st un  détecteur de particules énergétiques

## Déroulement de la mission
Auréole 3 est lancé le 21 septembre 1981 depuis le cosmodrome de Plessetsk par une fusée Tsiklon-3   et placé sur une orbite moyenne de 380 km × 1920 km avec une inclinaison orbitale de 82,6°. La mission, dont la durée de vie planifiée est de 6 mois, fonctionnera jusqu'en 1986.

## Résultats scientifiques
La mission a produit de nombreux résultats qui ont donné lieu à un colloque en 1984. Parmi les résultats on peut citer : 
- détection de l'échappement d'ions suprathermiques depuis l'ionosphère à l'intérieur de la plasmasphère dans les régions polaires ;
- mise en évidence de courants alignés sur les lignes du champ magnétique à très petite échelle lors de la traversée d'aurores discrètes ;
- vérification directe du mécanisme d'instabilité de gradient-dérive dans l'ionosphère aurorale ;
- avancées théoriques dans le domaine de la  propagation des ondes TBF, du vent polaire  et de l'électrodynamique aurorale.

### Sources et bibliographie
- (en) 50 ans de coopération spatiale France-URSS/Russie, Tessier & Ashpool, décembre 2015, 500 p. (ISBN 978-2-909467-14-6)